# Goddard (cráter)

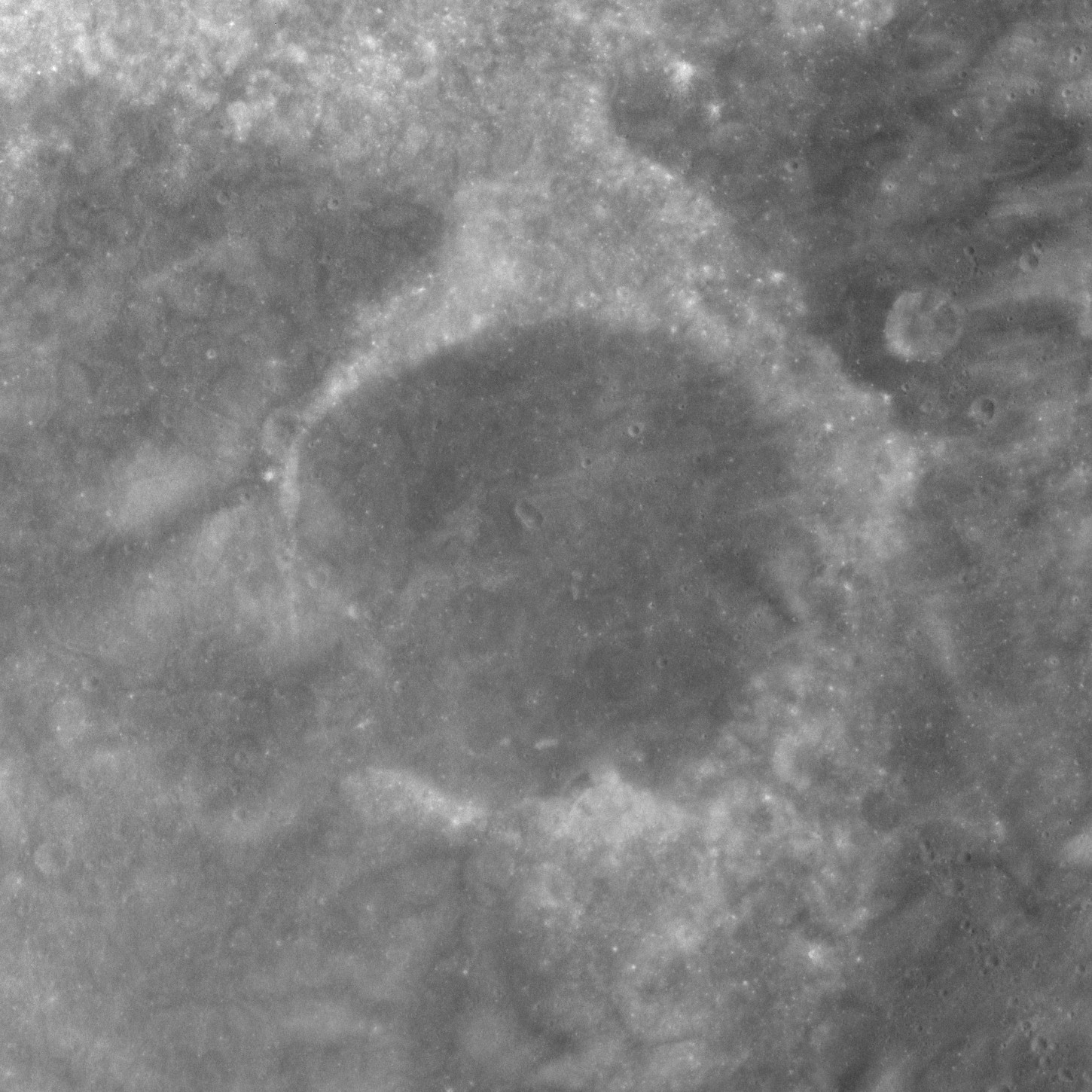
Cráter Goddard C

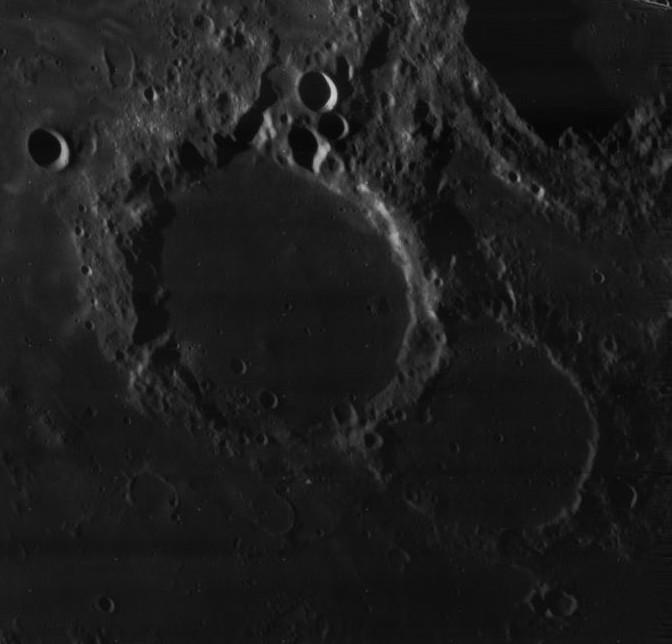
Fotografía de la misión Lunar Orbiter 4 (1967)

Goddard es un cráter de impacto visible desde la Tierra, situado en la extremidad oriental de la Luna. Su visibilidad mejora durante libraciones favorables, cuando la orientación de la Luna lo sitúa más en el interior de la cara visible. El cráter se halla en el Mare Marginis, al noreste del prominente cráter Neper. Los restos del erosionado cráter Ibn Yunus, están unidos al borde sudeste de Goddard y se superponen parcialmente a la formación. Al noreste aparece Al-Biruni.
|  |  |

El brocal de Goddard casi ha desaparecido en su lado sur, con el suelo interior conectado al mare circundante a través de los huecos en esta sección de la pared. El resto del borde está erosionado y desgastado significativamente, dejando sólo un anillo de terreno accidentado que rodea la plataforma interior.
El suelo del cráter ha sido reconfigurado en el pasado por las inundaciones de lava, dejándolo casi plano y sin rasgos distintivos. No presenta pico central, y sólo unos pocos cráteres minúsculos marcan su superficie. El más destacado de ellos es una pareja de pequeños cráteres pareados en la parte sursudoeste de la planta.
Lleva el nombre del pionero estadounidense en el diseño de cohetes Robert H. Goddard.

## Cráteres satélite
Por convención estos elementos son identificados en los mapas lunares poniendo la letra en el lado del punto medio del cráter que está más cerca de Goddard.
|         | \| Goddard \| Coordenadas \| Diámetro \| \| ------- \| ---------------------------- \| -------- \| \| A \| 17°00′N 89°36′E / 17.0, 89.6 \| 12 km \| \| B \| 16°00′N 86°48′E / 16.0, 86.8 \| 12 km \| \| C \| 16°30′N 85°06′E / 16.5, 85.1 \| 49 km \| |          |
| Goddard | Coordenadas | Diámetro |
| A       | 17°00′N 89°36′E / 17.0, 89.6 | 12 km    |
| B       | 16°00′N 86°48′E / 16.0, 86.8 | 12 km    |
| C       | 16°30′N 85°06′E / 16.5, 85.1 | 49 km    |